# Lucis Trust
Lucis Trust ist eine international tätige theosophische Vereinigung, welche der New Age-Bewegung nahesteht. Die Organisation wurde 1922 von Alice Bailey und ihrem Ehemann Foster Bailey unter dem Namen Lucifer Publishing Company gegründet, um als Treuhandgesellschaft für die Veröffentlichung esoterischer Bücher zu dienen. Lucis Trust verfügt über Standorte in Genf, London und New York. Der Hauptsitz befinden sich im United Nations Plaza, welcher sich im Besitz der Vereinten Nationen befindet. Die Organisation finanziert sich ausschließlich durch Spenden und bietet ihre Programme und Materialien größtenteils kostenlos an.

## Geschichte
Lucis Trust wurde im Mai 1922 in New Jersey unter dem Namen Lucifer Publishing Company gegründet. Die Gründerin Alice A. Bailey war zuvor nach Streitigkeiten aus der Theosophischen Gesellschaft Adyar ausgeschlossen worden. Sie wollte unter dem Label Lucifer Publishing ihre 24 Bände „Esoterischen Philosophie“ veröffentlichen, die ihr angeblich von dem tibetischen Meister Djwal Khul diktiert worden waren. Sie benannte den Verlag nach Luzifer, der als Erzengel in der von ihr geteilten esoterisch-theosophischen Vorstellungen der Menschheit Wissen und Erleuchtung gebracht hatte. In der esoterischen Lehre Baileys stehen die Menschen der Erde unter den Einflüssen unsichtbarer Wesen, welche auf ein kommendes „neues Zeitalter“ vorbereiten, wobei Buddha (für den Osten) und Jesus Christus (für den Westen) große Bedeutung als spirituelle Meister zukommt. Lucis Publishing wurde so einer der ersten Organisationen der entstehenden New-Age-Bewegung. Ein Jahr nach der Gründung von Lucifer Publishing wurden die Arkanschule gegründet, welche private Schulungen und Meditationsübungen vermitteln. Aufgrund der Gleichsetzung Luzifers mit dem Teufel durch christlich-konservative Gruppen wurde Lucifer Publishing 1925 in Lucis Publishing umbenannt. Die Organisation „Weltweiter Guter Wille“ wurde 1932 gegründet und der dritte Tätigkeitszweig „Dreiecke“ wurde 1937 geschaffen. 1935 wurde Lucis Trust Ltd. in Großbritannien gegründet und 1951 ein rechtlich selbstständiges Büro in der Schweiz eröffnet. Nach Baleys Tod 1949 wurde Lucis Trust von den Anhängern ihrer Philosophie weitergeführt.

## Aktivitäten
Als Nichtregierungsorganisation verfolgt Lucis Trust Aktivitäten vor allem im Bereich spiritueller Bildung, esoterischer Philosophie sowie globaler Bewusstseinsarbeit. Ihre Programme sind international ausgerichtet und umfassen mehrere spezifische Arbeitsfelder und Unterorganisationen, die eng miteinander verbunden sind. Zentral innerhalb der Aktivitäten von Lucis Trust steht die Arkanschule, eine esoterische Bildungseinrichtung, die spirituelle Kurse anbietet. Das Unterrichtsmaterial basiert auf den Büchern von Alice Bailey und umfasst systematische Übungen sowie Anleitungen zur täglichen Meditationspraxis.
Eng verbunden mit der Arkanschule ist die Unterorganisation Weltweiter Guter Wille (World Goodwill), welche als eigenständige Initiative innerhalb des Lucis Trust fungiert. World Goodwill setzt sich dafür ein, die öffentliche Aufmerksamkeit für globale Kooperation und ethisches Verantwortungsbewusstsein zu stärken. Diese Organisation publiziert regelmäßig Studien, Berichte und Materialien zu internationalen Themen wie Frieden, nachhaltige Entwicklung und menschliche Solidarität. Der Weltweite Gute Wille arbeitet mit verschiedenen Nichtregierungsorganisationen zusammen.
Ein weiteres wesentliches Element der Aktivitäten des Lucis Trust ist das Netzwerk Dreiecke (Triangles). Hierbei handelt es sich um ein weltweites Meditationsnetzwerk, das seit Jahrzehnten kontinuierlich aufgebaut und gepflegt wird. Innerhalb dieses Programms schließen sich Menschen weltweit in Gruppen von jeweils drei Teilnehmern zusammen, um gemeinsam zu meditieren. Das Dreieck soll dabei die göttliche Trinität symbolisieren.
Darüber hinaus organisiert Lucis Trust vereinzelt spirituelle Veranstaltungen, insbesondere die sogenannten spirituellen Feste, welche sich nach den Mondphasen richten. Diese drei Veranstaltungen sind das christliche Osterfest, das buddhistische Wesak-Fest und das Vereinigungsfest, das die Einheit von westlichen und östlicher Religion symbolisieren soll.
Zusätzlich zu diesen Aktivitäten betreibt Lucis Trust eine umfangreiche Verlagsarbeit. Zentral hierbei steht die Veröffentlichung der Bücher von Alice Bailey sowie weiterer begleitender esoterischer Schriften. Seit 1922 wird quartalsweise das Beacon Magazine herausgegeben, welches sich mit den Ideen Baleys und ihrer Philosophie beschäftigt und diese auf die aktuelle Weltlage anwendet.
Lucis Trust besitzt Beratungsstatus im Wirtschafts- und Sozialrat der Vereinten Nationen und die Unterorganisation Weltweiter Guter Wille gehört zu den bei den Vereinten Nationen eingetragenen Nichtregierungsorganisationen, welche eine aktive Rolle bei der Arbeit der Vereinten Nationen spielen. Der Lucis Trust betreibt einen Blog mit dem Titel „World Goodwill“, in dem es um die Festlegung neuer Ziele für nachhaltige Entwicklung für die Menschheit geht. Auch Robert Muller, der als „Philosoph der Vereinten Nationen“ bezeichnet wurde, war ein Anhänger der Lehre von Alice Bailey.